# زاویه، اسماعیل‌لی
زیوه، اسماعیل‌لی (به ترکی آذربایجانی: Zeyvə) یک منطقهٔ مسکونی در جمهوری آذربایجان است که در شهرستان اسماعیللی واقع شده‌است. زیوه ۱٬۰۰۳ نفر جمعیت دارد.